# Kosów Lacki
Kosów Lacki este un oraș în Polonia.